# Ümit Korkmaz
Ümit Korkmaz (Vienna, 17 settembre 1985) è un calciatore austriaco con passaporto turco, centrocampista dell'Ostbahn XI.

## Carriera

### Club
Approdò nel 2005 alla squadra amatori del Rapid Vienna ma nella primavera 2006, mentre il giocatore stava contribuendo alla promozione della compagine in Regionalliga, la prima squadra del Rapid gli propose un contratto da professionista. Nella stagione 2007-2008 ha ben figurato nella squadra bianco-verde campione d'Austria, tanto che si trasferirà a luglio 2008 dai tedeschi dell'Eintracht Francoforte. Nel 2012 viene acquistato dall'Ingolstadt.
All'inizio del 2014 ha firmato un contratto della durata di tre anni e mezzo coi turchi del Çaykur Rizespor, ma ha lasciato la squadra nel novembre 2016. Nel successivo mese di gennaio ha fatto ritorno nella Fußball-Bundesliga austriaca con il Sankt Pölten.

### Nazionale
Con l'Austria conta 10 presenze. Fece il suo debutto alla fine di maggio 2008 nell'amichevole giocata a Graz contro la Nigeria (1-1). Il Commissario tecnico Josef Hickersberger lo ha convocato per disputare il campionato d'Europa 2008.

## Statistiche

### Cronologia presenze e reti in nazionale
| Cronologia completa delle presenze e delle reti in nazionale ― Austria | Cronologia completa delle presenze e delle reti in nazionale ― Austria | Cronologia completa delle presenze e delle reti in nazionale ― Austria | Cronologia completa delle presenze e delle reti in nazionale ― Austria | Cronologia completa delle presenze e delle reti in nazionale ― Austria | Cronologia completa delle presenze e delle reti in nazionale ― Austria | Cronologia completa delle presenze e delle reti in nazionale ― Austria | Cronologia completa delle presenze e delle reti in nazionale ― Austria |
| Data                                                                   | Città                                                                  | In casa                                                                | Risultato                                                              | Ospiti                                                                 | Competizione                                                           | Reti                                                                   | Note                                                                   |
| ---------------------------------------------------------------------- | ---------------------------------------------------------------------- | ---------------------------------------------------------------------- | ---------------------------------------------------------------------- | ---------------------------------------------------------------------- | ---------------------------------------------------------------------- | ---------------------------------------------------------------------- | ---------------------------------------------------------------------- |
| 27-5-2008                                                              | Graz                                                                   | Austria                                                                | 1 – 1                                                                  | Nigeria                                                                | Amichevole                                                             | -                                                                      | 61’                                                                    |
| 30-5-2008                                                              | Graz                                                                   | Austria                                                                | 5 – 1                                                                  | Malta                                                                  | Amichevole                                                             | -                                                                      | 46’                                                                    |
| 8-6-2008                                                               | Vienna                                                                 | Austria                                                                | 0 – 1                                                                  | Croazia                                                                | Euro 2008 - 1º turno                                                   | -                                                                      | 69’                                                                    |
| 12-6-2008                                                              | Vienna                                                                 | Austria                                                                | 1 – 1                                                                  | Polonia                                                                | Euro 2008 - 1º turno                                                   | -                                                                      | 56’                                                                    |
| 16-6-2008                                                              | Vienna                                                                 | Austria                                                                | 0 – 1                                                                  | Germania                                                               | Euro 2008 - 1º turno                                                   | -                                                                      |                                                                        |
| 1-4-2009                                                               | Klagenfurt                                                             | Austria                                                                | 2 – 1                                                                  | Romania                                                                | Qual. Mondiali 2010                                                    | -                                                                      | 69’                                                                    |
| 19-5-2010                                                              | Klagenfurt                                                             | Austria                                                                | 0 – 1                                                                  | Croazia                                                                | Amichevole                                                             | -                                                                      | 73’                                                                    |
| 11-8-2010                                                              | Klagenfurt                                                             | Austria                                                                | 0 – 1                                                                  | Svizzera                                                               | Amichevole                                                             | -                                                                      | 46’                                                                    |
| 25-3-2011                                                              | Vienna                                                                 | Austria                                                                | 0 – 2                                                                  | Belgio                                                                 | Qual. Euro 2012                                                        | -                                                                      | 69’                                                                    |
| 29-3-2011                                                              | Istanbul                                                               | Turchia                                                                | 2 – 0                                                                  | Austria                                                                | Qual. Euro 2012                                                        | -                                                                      | 57’                                                                    |
| Totale                                                                 |                                                                        | Presenze                                                               | 10                                                                     |                                                                        | Reti                                                                   | 0                                                                      |                                                                        |

## Palmarès

### Club

#### Competizioni nazionali
- Campionato austriaco: 1

2007-2008